# اتحاد جمهورية التشيك لكرة القدم
تأسس الاتحاد التشيكي لكرة القدم في عام 1901م وانضم إلى الإتحاد الدولي لكرة القدم في 1907م وإنضم إلى الاتحاد الأوروبي لكرة القدم في 1994م. وقد كان يعرف سابقاً باسم اتحاد تشيكوسلوفاكيا لكرة القدم في فترة وجود جمهورية تشيكوسلوفاكيا.